# Колгушкін Філімон Тимофійович
Філімон (Філумент) Тимофійович Колгушкін (нар. 1887, село Кропуфінська Кириловського повіту Новгородської губернії, тепер Вологодської області, Російська Федерація — розстріляний 3 серпня 1937, місто Свердловськ, тепер Єкатеринбург, Російська Федерація) — радянський діяч, начальник будівництва Кузнецького металургійного комбінату, голова Ленінградської обласної Ради народного господарства, член ЦВК СРСР 4-го скликання. Кандидат у члени ЦК ВКП(б) у 1927—1928 роках.

## Життєпис
Народився в селянській родині.
У 1903—1905 роках навчався в Череповецькій вчительській семінарії, звідки був виключений за революційну діяльність.
Член РСДРП(б) з 1905 року.
Учасник російської революції 1905—1907 років. У 1908—1914 проживав у Санкт-Петербурзі та працював у в нелегальній більшовицькій бібліотеці трамвайного депо Василівського району.
У 1911 році заарештований, засуджений до адміністративного заслання в Сибір.
У 1914—1917 роках — рядовий російської армії на Південно-Західному фронті, учасник Першої світової війни. У 1917 році дезертував з армії, брав участь у жовтневому перевороті в Петрограді.
З 1918 року — голова правління Петроградської міської електростанції; голова Петроградського відділення Промислового банку; керуючий економічного відділу Північно-Західного обласного промислового бюро; заступник голови Північно-Західного обласного промислового бюро в Ленінграді.
До 1927 року — голова Північно-Західного обласного промислового бюро в Ленінграді.
У листопаді 1927 — березні 1928 року — заступник голови і голова Ленінградської обласної Ради народного господарства, член президії виконавчого комітету Ленінградської обласної ради.
14 березня 1928 року виключений з ВКП(б) та з кандидатів у члени ЦК ВКП(б).
У 1928—1929 роках — заступник голови Ради народного господарства Сибірського краю.
У 1929—1930 роках — начальник будівництва Кузнецького металургійного заводу.
У 1930 — червні 1937 року — директор Верх-Ісетського металургійного заводу Уральської (Свердловської) області.
У 1931 році поновлений у ВКП(б).
13 червня 1937 року заарештований органами НКВС. Засуджений Воєнною колегією Верховного суду СРСР 3 серпня 1937 року до страти, розстріляний того ж дня в Свердловську.
У липні 1957 року посмертно реабілітований.

## Нагороди
- орден Трудового Червоного Прапора (23.03.1935)